# Austromitra analogica
Austromitra analogica là một loài ốc biển nhỏ, là động vật thân mềm chân bụng sống ở biển trong họ Costellariidae. This snail is found under rocks and in algae từ vùng bãi nước triều to a depth of 570 m along the coasts từ miền nam Queensland down tới đông nam và miền nam Australia và Tasmania.